# اعتراضات ۲۰۱۹–۲۰۲۱ عراق
اعتراضات ۲۰۱۹–۲۰۲۱ عراق (به عربی: الاحتجاجات العراقية 2019-21) که با نام انقلاب تشرین (به عربی: ثورة تشرين) نیز نامیده می‌شود مجموعه اعتراضاتی است که از تظاهرات، پیاده‌روی، تحصن و اعتصاب تشکیل شده است. این اعتراضات از ۱ اکتبر ۲۰۱۹ آغاز شد. زمان شروع اعتراضات توسط فعالان مدنی در رسانه‌های اجتماعی معین شده و در استان‌های مرکزی و جنوبی عراق منتشر شده است. هدف آن اعتراض به ۱۶ سال فساد، بیکاری و خدمات عمومی ناکافی بوده است که بعداً به فراخوان برای براندازی حکومت و توقف مداخله ایران در عراق انجامید. حکومت عراق متهم است که از گلوله، تک تیرانداز، آب داغ و گاز اشک آور علیه معترضان استفاده کرده است. اعتراضات در ۸ اکتبر متوقف و از ۲۴ اکتبر باز سرگرفته شد. طبق ادعای بی‌بی‌سی، آنها خواهان خاتمه نظام سیاسی مبتنی بر تقسیمات طوایفی هستند که از زمان حمله آمریکا و متحدانش به عراق در سال ۲۰۰۳ ایجاد شده است. در نتیجه این اعتراضات، مجلس عراق در ۲۸ اکتبر طرح بازنگری در بخش‌هایی از قانون اساسی عراق طی حداکثر چهار ماه را مصوب کرد.

## گاهشمار اعتراضات
در ۱ اکتبر ۲۰۱۹ اعتراض‌هایی به بیکاری، خدمات عمومی ناکافی و فساد در پایتخت عراق آغاز شد و خیلی زود به شهرهای دیگر هم سرایت کرد. این تظاهرات پاسخی بود به فراخوان‌های اینترنتی در نخستین سالگرد تشکیل دولت عادل عبدالمهدی. با گذشت یک ماه از این اعتراضات، حدود ۲۵۰ نفر کشته و هزاران نفر زخمی شده‌اند.
در ۲۴ نوامبر ۲۰۱۹، در ادامه اعتراضات مردم و جوانان عراق در درگیری بین مردم و نیروهای امنیتی ۴ نفر در استان ناصریه، ۲ نفر در نجف و دیوانیه و ۷ نفر هم در نزدیکی بندر ام قصر کشته و دست‌کم ۱۵۰ نفر زخمی شدند.
در ۲۸ نوامبر ۲۰۱۹، نیروهای امنیتی عراق، سرکوب خونینی در شهرهای نجف و ناصریه براه انداختند و به روی مردم معترض آتش گشوده و ۴۴ نفر را کشتند. در ناصریه، معترضان روی یکی از پل‌های این شهر تجمع کرده و شعارهایی علیه «فساد حکومتی‌های مرتبط با ایران» سر می‌دادند، بر اثر شلیک گلوله توسط نیروهای امنیتی عراق، ۲۴ نفر از معترضین کشته و بیش از ۱۸۰ نفر زخمی شدند.
در ۲۹ نوامبر ۲۰۱۹، عفو بین‌الملل، شهر ناصریه را به منطقه جنگی تشبیه کرد. آمار کشته‌ها در ناصریه و بغداد و مناطق دیگر به بیش از ۴۵ نفر رسید. پیام کتبی سید علی سیستانی، توسط احمد الصافی، نماینده او، در خطبه‌های نماز جمعه در کربلا خوانده و خواستار استعفای عادل عبدالمهدی، نخست‌وزیر عراق شد که او نیز استعفا داد.
در ۳۰ نوامبر ۲۰۱۹، اعتراضات، با وجود استعفای عادل عبدالمهدی، ادامه داشت و مردم با بستن راه‌ها و ایجاد تجمعات در بغداد و چند شهر دیگر تأکید کردند که تا سقوط کامل رژیم، اعتراضات ادامه خواهد داشت و شعار آنها «کنار رفتن و محاکمه همه افراد فاسد» بود. در همین روز در نجف و جنوب عراق دست‌کم ۳ نفر کشته و ۵۸ نفر مجروح شدند. مردم معترض عراق در ورودی آرامگاه محمدباقر حکیم را به آتش کشیدند.
در همبستگی با تظاهرات ضد حکومتی در عراق، مسیحیان عراقی جشن کریسمس امسال را لغو کردند. کشیش کلیسای کاتولیک کلدانی از بزرگ‌ترین جوامع مسیحی در عراق گفت: «هیچ درخت کریسمس تزئین شده‌ای در کلیساها یا خیابانها نخواهد بود. هم‌چنین هیچ مراسم جشنی در کلیساها نخواهیم داشت».
در روز جمعه ۶ دسامبر افراد مسلح با لباس شخصی به معترضان در میدان خلانی بغداد آتش گشودند و ۱۹ نفر از معترضان را کشته و تعدادی را مجروح کردند. آنها پل‌های احرار و سنک در بغداد را تصرف کردند.
در تاریخ ۶ دسامبر وزارت خزانه‌داری آمریکا رهبران شبه نظامی مورد حمایت ایران، قیس خزعلی دبیرکل عصائب اهل الحق از جریان‌های اصلی حشد شعبی، برادرش لیث خزعلی و حسین فالح اللامی، از فرماندهان حشد الشعبی، عزیز اللامی را که مردم بی گناه را به قتل رسانده‌اند مورد تحریم قرار داد.
روز یکشنبه ۸ دسامبر در میدان تحریر بغداد تجمع بزرگی برقرار شد، مردم در میدان تحریر می‌گفتند: آنها می‌خواهند مردم را بترسانند ولی ما در میدان تحریر می‌مانیم و به تعدادمان افزوده می‌شود. در شهر ناصریه مردم در میدان مرکزی تجمع کرده بودند و می‌گفتند: تا سقوط رژیم تظاهرات ادامه خواهد داشت. همچنین در شهرهای حلّه، دیوانیه، کوت و نجف این تجمع و اعتراضات ادامه داشت.
سه‌شنبه ۱۰ دسامبر مردم معترض عراق در میدان تحریر بغداد جمع شده‌اند، آنها برای تمرکز مردم در میدان تحریر پل جمهوری را که به منطقه الخضراء منتهی می‌شود بستند تا اعتراضات به‌سوی دیگر رودخانه دجله کشیده نشود. اهالی ساکن استان‌های جنوبی عراق برای شرکت در این تجمع راهی بغداد شده‌اند.
در ۱۱ دسامبر ۲۰۱۹ مردم عراق در همبستگی با تظاهرکنندگان و کشته‌شدگان به دست نیروهای امنیتی و حشد شعبی درختان کریسمس را با عکس قربانیان آراسته‌اند. درخت کریسمسی که در وسط میدانی در بغداد گذاشته شده است، فاقد تزیینات نوری به غیر از عکس‌های کشته‌شدگان است.
روز پنجشنبه ۱۲ دسامبر رهبران و فعالان جنبش اعتراضی عراق پیش‌شرط‌هایی برای موافقت با هر نخست‌وزیر موقت جدیدی در عراق تعیین کردند. آنها با نام‌هایی که برای نخست‌وزیر جدید عراق به‌عنوان جانشین عادل عبدالمهدی داده شده بود مخالفت کردند.
در ۱۳ دسامبر تظاهرات اعتراضی گسترده‌ای در چندین استان عراق در مخالفت با انتخاب محمد شیاع السودانی، رهبر حزب الدعوة، بعنوان جانشین عادل عبدالمهدی برگزار شد.
روز یکشنبه ۱۵ دسامبر یکی از حامیان تظاهرکنندگان ضددولتی به نام محمد الدوجیلی در میدان تحریر بغداد از پشت سر به ضرب گلوله کشته شد، این چهارمین حامی معترضان ضددولتی می‌باشد که طی ۲ هفته به‌قتل رسیده است.
در حالی که نخست‌وزیر جدید عراق باید معرفی شود، بسیاری از مردم و معترضان از اینکه دولت آینده باز تحت نفوذ جمهوری اسلامی باشد نگرانی خود را اعلام کردند. از شب شنبه ۲۱ دسامبر معترضان در دیوانیه و بصره اعتصاب عمومی اعلام کرده و روز یکشنبه ۲۲ دسامبر جاده‌ها و ورودی ساختمان‌های دولتی در جنوب عراق را بستند.
روز سه‌شنبه ۲۴ دسامبر موج جدید اعتراضات و تظاهرات در عراق شکل گرفته و مردم در حالیکه عکسهای بزرگی از نامزدهای پیشنهادی حکومت برای تصدی مقام نخست‌وزیری که بر روی آنها ضربدر قرمز کشیده شده است در دست دارند، میدان تحریر را پر کرده‌اند. مردم معترض در جنوب عراق نیز راه‌ها و جاده‌های اصلی، مدارس، دانشگاه‌ها و ادارات را مسدود کرده‌اند. آنان خواهان تعیین دولت و نخست‌وزیری مستقل هستند و گردانندگان عراق را که تحت فشار احزاب هوادار جمهوری اسلامی ایران هستند در موضع استیصال قرار داده‌اند.
در ۲۶ دسامبر برهم صالح رئیس‌جمهوری عراق معرفی نامزد ائتلاف مورد حمایت ایران برای تصاحب پست نخست‌وزیری این کشور و تشکیل کابینه را رد کرد. اسعد العیدانی نامزد نخست‌وزیری ائتلاف بزرگ البناء، شامل دو ائتلاف فتح و ائتلاف دولت قانون به رهبری نوری المالکی، نخست‌وزیر سابق عراق که با گروه شبه‌نظامی حشد الشعبی مورد حمایت ایران می‌باشد که برهم صالح به دلیل جلوگیری از خونریزی بیشتر و برگرداندن صلح به عراق از پذیرش او خودداری کرد. بعد از رد نامزدی اسعد العیدانی، برهم صالح استعفای خودش را تقدیم مجلس عراق کرد.
در ۲۸ دسامبر جوانان معترض عراقی تأسیسات نفتی ناصریه را با قطع برق و تجمع و بست‌نشینی تعطیل و تولید آن را متوقف کردند.
در روز جمعه ۱۷ ٰژانویه ۲۰۲۰ مردم معترض عراق در نزدیکی پل السنک که به منطقه سبز امنیتی بغداد متصل است تجمع کرده بودند که نیروهای امنیتی مسیر این پل را از میدان تحریر تا منطقه سبز بستند و اقدام به شلیک گاز اشک‌آور کردند، یکی از معترضین بر اثر اصابت یک گلوله گاز اشک‌آور به گردنش کشته شد.
در روز شنبه ۱۸ ژانویه ۲۰۲۰ معترضان عراقی مقر حزب‌الله عراق واقع در نزدیکی پل اسکان در شهر نجف را به‌طور کامل به آتش کشیدند. در همین روز معترضان در ناصریه اعلام آمادگی کردند، که با نزدیک شدن به پایان مهلتی که برای انتخاب نخست‌وزیر جدید داده‌اند اقدام به بستن راه‌های مواصلاتی استان خواهند کرد.
دوشنبه ۲۰ ژانویه ۲۰۲۰ مردم معترض عراق در بغداد و چند شهر دیگر اعتراضات خود را ادامه داده و با هجوم نیروهای امنیتی عراق درگیری روی داد که دو نفر از معترضان و دو پلیس کشته و ده‌ها نفر زخمی شدند. معترضان گفتند که اینبار تا به خواست‌هایشان نرسند خیابانها را ترک نخواهند کرد. در شهرهای نجف، ناصریه و شهرهای جنوبی عراق معترضان جاده‌های اصلی را با آتش زدن لاستیک بستند.
در روز ۲۵ ژانویه ۲۰۲۰ بعد از اعلام عدم حمایت مقتدی صدر از معترضان ضد دولتی، نیروهای ویژه و امنیتی عراق قصد بهم زدن تجمعات معترضان را داشته و قصد برداشتن موانع سیمانی در میدان تحریر برای حمله به معترضان را داشتند که بین آنان درگیری رخ داد، نیروهای ویژه با پرتاب گاز اشک‌آور و شلیک گلوله جنگی و آتش زدن چادرها معترضان را متفرق کردند. در همین روز در شهرهای جنوبی عراق نیز نیروهای امنیتی با پرتاب گاز اشک‌آور و شلیک گلوله به معترضان حمله کردند. در این درگیری‌ها در مجموع ۴ نفر کشته و ده‌ها نفر زخمی شدند.
در روز یکشنبه ۲۶ ژانویه ۲۰۲۰ در ادامه اعتراضات روز شنبه بعد از آنکه در مرکز بغداد نیروهای امنیتی قصد برچیدن چادرهای معترضین را داشتند، با مقاومت معترضین روبرو شده که اقدام به شلیک گلوله جنگی و پرتاب گازاشک‌آور کردند، در ناصریه پس از بازگشایی گذرگاه‌های اصلی معترضان دوباره در میدان‌های اصلی این شهر تجمع کردند که مأموران امنیتی به سوی مردم شلیک با گلوله جنگی کردند، در کربلا نیز صدها نفر از دانشجویان برای حمایت از معترضان در میدان اصلی شهر تجمع کردند. در این درگیری‌ها ۱۷ نفر زخمی شدند.
اسعد الناصری، از رهبران جریان مقتدی صدر روز شنبه ۲۵ ژانویه از وی جدا شد و در حساب توییتری خود نوشت: «در عشق به عراق، ناصریه و انقلابیون، عمامه خود را برمی‌دارم. من با مردم عراق بودم، هستم و خواهم بود.» وی آزادگان عراق را با تمام امکانات برای کمک به انقلابیون در میدان‌ها تحصن و کرامت فراخوانده بود.
در روز پنج‌شنبه ۳۰ ژانویه ۲۰۲۰ محمد توفیق علاوی به فرمان برهم صالح، رئیس‌جمهوری عراق، به عنوان نخست‌وزیر جدید عراق منصوب شد. چند ساعت بعد از اعلام نخست‌وزیری علاوی مردم معترض در بغداد و چند شهر جنوبی عراق از جمله نجف، ناصریه و بصره تظاهرات کرده و شعار دادند: «علاوی رد است»، «علاوی، انتخاب مردم نیست». آنها او را که وزیر سابق ارتباطات تحت نخست‌وزیری نوری مالکی بود بخشی از طبقه حاکم می‌دانند،
معترضان در شهرهای بزرگ با آتش زدن لاستیک راه‌های ورودی به شهرها را بستند. در شهر دیوانیه مردم معترض به داخل ساختمان‌های دولتی رفته و از کارمندان و کارکنان خواسته‌اند تعطیل کنند، دانشجویان نیز ار رفتن به دانشگاه و کلاس‌های درس خودداری کردند.
روز سه‌شنبه ۴ فوریه ۲۰۲۰ تظاهرات کنندگان ضد دولتی با هواداران مقتدی صدر در میدان‌های اعتراض در سراسر عراق روبرو شدند که یکروز بعد از کشته شدن یک تظاهرات کننده در درگیری میان دو طرف بود. شامگاه دوشنبه ۳ فوریه ۲۰۲۰ یکی از معترضان ضد دولتی در جنوب بغداد، در اثر جراحات ناشی از ضربات چاقوی یکی از اعضای گروه «کلاه آبی‌ها»، جان خود را از دست داد. در شهر جنوبی دیوانیه درگیری فیزیکی میان تظاهرات کنندگان جوان و حامیان صدر که با کلاه‌های آبی شناخته می‌شدند شدت یافت. معترضان توانستند مطعم ترکی که پیش از این هواداران مقتدی صدر کنترل آنرا به دست گرفته بودند را بازپس گیرند. معترضان که اغلب آنها از دانشجویان دانشگاه‌ها بودند شعار می‌دادند: «مطعم را با زور بازپس گرفتیم». همچنین از میدان تحریر بغداد فریاد می‌زدند: «به کسی که از جانب شما فراخوان می‌دهد بگویید که ما آزاده‌ایم و دم و دنبالچه نشدیم».
در شامگاه چهارشنبه ۵ فوریه ۲۰۲۰ هواداران مقتدی صدر معروف به کلاه آبی‌ها به تظاهرکنندگان در میدان صدرین در نجف حمله کرده و چادرهایشان را به آتش کشیدند و علیه آنها گلوله جنگی شلیک نمودند که منجر به کشته شدن بیش از ۱۰ نفر و مجروح شدن بیش از ۵۲ نفر شد.
روز جمعه ۷ فوریه ۲۰۲۰ بعد از خطبه سید علی سیستانی که در آن خشونت روز چهارشنبه علیه معترضان را محکوم کرد، صدها تظاهرکننده در بغداد با شعار محمد علاوی مردود به میدان تحریر رفتند. در کربلا تظاهرکنندگان راهپیمایی گسترده‌ای را برقرار کردند و در میدان حبوبی تظاهرکنندگان بعد از خطبه سیستانی علیه هواداران مقتدی صدر شعار دادند. استان ذیقار و سماوه در استان مثنی واقع در جنوب عراق شاهد راهپیمایی‌های دانشجویی و تظاهرات مردمی بود که طی آن شعارهایی علیه جمهوری اسلامی ایران و علیه مأمور کردن نخست‌وزیری محمد علاوی به تشکیل دولت سرداده شد. شهر دیوانیه مرکز استان قادسیه شاهد تجمعات اعتراضی دانشجویی در دانشگاه قادسیه بود که دانشجویان شعارهایی در حمایت از تظاهرکنندگان بغداد و نجف و کربلا سردادند.
روز شنبه ۸ فوریه ۲۰۲۰ در شهر ناصریه مردم معترض که خواستار برکناری رئیس پلیس آنجا نیز هستند، پل‌های ورودی به شهر را بسته و دست به اعتراض و تظاهرات زدند. در میدان الحبوبی شهر ذی قار مردم معترض محمد توفیق علاوی را که مورد تأیید سید علی سیستانی نمی‌دانند بعنوان نخست‌وزیر قبول ندارند. در میدان التحریر در مرکز بغداد چندین تجمع و تظاهرات از طرف دانشجویان به راه انداخته شد. تظاهر کنندگان خواستار انصراف محمد علاوی از مأموریت تشکیل دولت شدند. آنها کلاه آبی‌های وابسته به مقتدی صدر را که به سرکوب و نقض حقوق تظاهرکنندگان دست زده‌اند. محکوم کردند.
روز یکشنبه ۹ فوریه ۲۰۲۰ در شهرهای بغداد، نجف، کوفه و کربلا در تظاهرات مردم معترض عراق، میثاق «انقلاب اصلاحات» مقتدی صدر با موجی از مخالفت روبرو شد. هزاران دانشجو طی تظاهراتی گسترده تا رسیدن به میدان تحریر شعارهایی خشمگینانه علیه میثاق صدر می‌دادند، حضور قدرتمند زنان در تظاهرات‌های اخیر نظر همه ناظران بیرونی را به خود جلب کرد، بندی از این میثاق که گفته «مراعات قوانین شرعی و قاطی نشدن زنان با مردان در تظاهرات» باعث شد هزاران دانشجو در تظاهرات در میدان تحریر شعار بدهند: «اینها دختران تو هستند ای وطن … که لباس غیرت به تن کرده و پرچم بدست گرفته‌اند»، این شعار قطعه‌ای از ترانه ملی «اینها جوانان تو اند» می‌باشد.
شامگاه سه‌شنبه ۱۱ فوریه ۲۰۲۰ در منطقه نزدیک پل السنک در مرکز بغداد نیروهای امنیتی به معترضان عراقی که کنترل این پل را در اختیار داشتند حمله کردند و کنترل پل را بدست گرفتند. پل السنک به منطقه الخضراء منتهی می‌شود که مقر نخست‌وزیری، پارلمان عراق و دفاتر دیپلماتیک کشورهای دیگر در آنجا واقع شده است. از سوی دیگر افرادی نقاب‌دار به تظاهرکنندگان در نزدیکی میدان التحریر حمله کردند.
صبح سه‌شنبه ۱۱ فوریه ۲۰۲۰ سعد عاصم الجنابی، مدیر مسئول شبکه الرشید و رئیس حزب تجمع جمهوری عراق توسط افراد ناشناس در منطقه حی الجامعه در بغداد ترور شد. این شبکه و سعد عاصم الجنایی از اعتراضات مردم عراق حمایت می‌کنند. همچنین مرکز عراقی مستند کردن جنایتهای جنگی اعلام کرد که مصطفی نجم هماهنگ‌کننده تحصنها که دارای مدارج عالیه دانشگاهی بود توسط شبه نظامیان مسلح در خیابان «صناعه» بغداد ربوده شد و در نزدیکی دانشگاه العین واقع در شهر ناصریه یکی دیگر از تظاهرکنندگان به نام ولید غانم الخفاجی به ضرب گلوله شبه نظامیان و نیروهای امنیتی کشته شد.
روز پنج‌شنبه ۱۳ فوریه ۲۰۲۰ در بغداد و ۶ استان میانی و جنوبی، تظاهرات میلیونی زنان عراقی صورت گرفت. در بغداد زنان عراقی از تمامی سنین با سرپیچی از فرمان مقتدی صدر بعد از بی‌حرمتی وی به زنان عراقی شرکت‌کننده در تظاهرات‌ها، علیه جداسازی جنسیتی تظاهراتها، در کنار تظاهرکنندگان مرد ضددولتی، بعد از یک راه‌پیمایی و عبور از تونلی در میدان تحریر مرکز بغداد تجمع کردند. اکثریت آنها گلهای رز، پرچم‌های عراق یا بنرهایی در دفاع از نقش زنان در تظاهرات‌های تغییر دولت را در دست داشتند. آنها مقامات عراقی را بعنوان فاسد و وابسته به حکومت جمهوری اسلامی، زیر ضرب بردند. آنان که اغلب محجبه بودند با در دست داشتن تصاویر زنان کشته شده در تظاهرات‌ها شعارهایی در تأکید ادامه اعتراضات تا محقق شدن خواسته‌هایشان می‌دادند. از جمله این شعارها و بنرهایی که در دست داشتند: «میدان مشتاق توست و عراق نیازمند توست» و «من انقلاب را می‌سازم اما تو چکار کردی» و «ای وطن اینها دختران تو هستند که با خون خود فداکاری کرده و پرچم را برافراشتند» و «ما میدان تحریر را به کسی که معنی آزادی را درک نمی‌کند واگذار نمی‌کنیم».
روز جمعه ۱۴ فوریه ۲۰۲۰ در بغداد و جند استان جنوبی تظاهرات گسترده مردم معترض عراق ادامه داشت. در نزدیک میدان خلانی بغداد نیروهای امنیتی با شلیک گاز اشک‌آور و تفنگهای شکاری برای متفرق کردن تظاهرکنندگان به آنها حمله کرده که متعاقباً تظاهرکنندگان نیز به سمت آنها سه پمپ دستی پرتاب کردند. در این درگیری ۱۰ تظاهرکننده مجروح شدند.
شامگاه روز یکشنبه ۱۶ فوریه ۲۰۲۰ نیروهای امنیتی به سمت مردم معترض در نزدیکی تونل التحریر از سمت میدان خلانی در مرکز بغداد گاز اشک‌آور و بمب‌های آتش‌زا پرتاب کرده و با تفنگ شکاری آنها را مورد هدف قرار دادند.
روز دوشنبه ۱۷ فوریه ۲۰۲۰ برای ششمین روز متوالی درگیری در مرکز بغداد ادامه داشت و نیروهای امنیتی با حمله و شلیک گاز اشک‌آور و تفنگ شکاری به سمت مردم معترض عراقی باعث زخمی شدن ۶ نفر شده و ۶ نفر دیگر دچار خفگی شدند. نیروهای امنیتی سعی داشتند معترضان را از میدان خلانی به سمت میدان تحریر بغداد بیرون کنند. همزمان در نجف و کربلا اعتراضات گسترده‌ای وجود داشت که تعداد زیادی از دانشجویان در آن شرکت داشتند.
روز چهارشنبه ۱۹ فوریه ۲۰۲۰ در نجف زنان عراقی به‌صورت گسترده از قشرهای مختلف «استادان دانشگاه، خانه‌دار، دانشجو» با پوشش‌های مختلف دست به اعتراض و تظاهرات زده و در صفوف چند کیلومتری در مسیرهای مختلف از نزدیکی ساختمان شورای استانداری نجف تا میدان‌های اصلی حرکت کردند. این تظاهرات در ادامه سخنان توهین‌آمیز مقتدی صدر به زنان عراقی و شرکت آن‌ها در تظاهرات‌ها بود.
یکشنبه ۲۳ فوریه ۲۰۲۰ در میدان التحریر و تونل‌های منتهی به این میدان هزاران تظاهرکننده دست به تجمع علیه طبقه حاکم و احزاب فاسد زده و شعارهایی سردادند.
دوشنبه ۲۴ فوریه ۲۰۲۰ در حمله و تیراندازی نیروهای امنیتی و پلیس عراق به سوی تظاهرات معترضین عراقی در بغداد ۱۱ نفر زخمی و ۲ نفر کشته شدند.
چهارشنبه ۲۶ فوریه ۲۰۲۰ در درگیری‌های بین نیروهای امنیتی و مردم معترض عراقی در میدان خلانی در مرکز بغداد دو تن کشته و ۵۷ نفر زخمی شدند. برخی از تلفات در اثر اصابت گلوله مستقیم نیروهای امنیتی بوده و برخی دیگر در اثر شلیک گاز اشک‌آور دچار حالت خفگی شده بودند.
روز یکشنبه ۱ مارس ۲۰۲۰ نیروهای امنیتی عراق در یک تظاهرات ضد دولتی در بغداد یک نفر را کشته و ۲۴ نفر را زخمی کردند. فرد کشته شده در اثر شلیک فشنگ ساچمه‌ای از یک تفنگ شکاری کشته شد و بقیه مجروحان با فشنگ ساچمه‌ای و گاز اشک آور زخمی شدند.
محمد توفیق علاوی در روز یکشنبه ۱ مارس ۲۰۲۰ در نامه‌ای به برهم صالح، رئیس‌جمهور عراق از تشکیل کابینه دولت انصراف داد.
روز سه‌شنبه ۱۷ مارس ۲۰۲۰ هم‌زمان با معرفی عدنان الزرفی استاندار سابق نجف برای تشکیل کابینه دولت از طرف برهم صالح، رئیس‌جمهور عراق، معترضان جنبش مردمی مخالفت خود را اعلام کرده و او را به فساد متهم کردند و تأکید نمودند که برای سرنگونی او کار خواهند کرد.
روز ۲۳ آوریل در میدان الخلانی در مرکز شهر بغداد معترضان عراقی برای ابراز خشم خود نسبت به فقر و فساد گسترده به خیابان‌ها آمده و شعار سردادند. نیروهای امنیتی با خشونت و پرتاب گاز اشک‌آور سعی در سرکوب این اعتراضات داشتند که با پاسخ مردم معترض و پرتاب سنگ و کوکتل ملوتوف مواجه شدند، تعدادی از معترضان زخمی شدند.
با از سرگیری اعتراضات در عراق در ۲۱ اوت ۲۰۲۰ معترضان دفتر محلی مجلس عراق را آتش زدند، در این هفته دو تن از فعالان تظاهرات در شهر بصره به دست افراد ناشناس کشته شدند و بعد از آن معترضان دست به تظاهرات و اعتراض زده و خواهان برکناری فرماندار بصره شدند.
۲۲ اوت ۲۰۲۰ اعتراضات در جنوب عراق ادامه داشته و معترضان دست به تخریب مقر برخی از گروه‌های مسلح و احزاب در شهر ناصریه مرکز استان ذی قار زدند، در بصره و ناصریه در واکنش به سخنان نوری المالکی نخست‌وزیر سابق علیه معترضان، ترور و قتل فعالان مدنی و انفجار بمب در میدان الحبوبی اعتراضات از سرگرفته شد.

### اعتراضات علیه موج ترور
در روز سه‌شنبه ۲۵ مه ۲۰۲۱ در شهرهای مختلف عراق از جمله بغداد و بصره، اعتراضاتی علیه موج ترور فعالان مدنی صورت گرفت. صدها نفر در میدان تحریر بغداد با در دست داشتن تصاویری از قربانیان ترور دست به تجمع زده و خواستار تعقیب قضایی عاملان ترور فعالان عراقی و پایان دادن به دخالت‌های ایران در این کشور شدند. در جریان درگیری بین پلیس و تظاهرکنندگان در بغداد ۲ نفر کشته و شماری مجروح شدند.

## هدف قرار گرفتن کنسولگری جمهوری اسلامی در کربلا

### ۲۰۱۹
خبرگزاری‌های ایرانی گزارش دادند معترضان در کربلا پرچم ایران را از فراز کنسول‌گری پایین کشیدند و پرچم عراق جای‌اش نشاندند.
در بغداد نیز معترضان کوشیدند از پل سنک به‌سوی منطقه‌سبز، منطقه ساختمان‌های دولتی و دیپلماتیک بغداد، بگذرند اما نیروهای امنیتی اجازه ندادند.
دونالد ترامپ نیز در بامداد شب حادثه گزارش رسانه‌های عربی را بازنشر نمود. سخنگوی وزارت امور خارجه ایران در واکنش به این مسئله و در خصوص اقدامات وزارت خارجه در ارتباط با حفظ امنیت کنسولگری‌ها در عراق، ضمن محکومیت این اقدام خواستار حفظ امنیت سفارتها مطابق قوانین بین‌المللی شد.
- ۵ نوامبر ۲۰۱۹: دستگیری یکی عوامل حمله به کنسولگری در کربلا، صدور حکم بازداشت برای۲۱ عضو شورای استانداری دیوانیه در سایه تداوم نافرمانی مدنی در این استان، ممانعت از به آتش کشیده شدن استانداری‌های بصره و کربلا، تعطیلی یک شرکت نفتی در ذی‌قار، تعطیلی دو بانک مهم در پایتخت عراق و … از جدیدترین تحولات عراق بوده است[۹۵]
- ۲۳ نوامبر ۲۰۱۹: اطلاعات دریافتی شبکه نت بلاکس نشان می‌دهد شبکه‌های اجتماعی بعد از نزدیک به ۵۰ روز به صورت جزئی در دسترس قرار گرفتند.[۹۶]

### ۲۰۲۱
گروهی از معترضان عراقی در ۹ مه ۲۰۲۱ به ساختمان کنسولگری جمهوری اسلامی ایران در کربلا حمله کردند. آنان در اعتراض به قتل یکی از کشنگران مدنی عراق به نام ایهاب جواد الوزنی دست به چنین اقدامی زدند، که در جریان این حمله دیوار کنسولگری و اتاقک نگهبانی آن به آتش کشیده شد و در اطراف کنسولگری لاستیک آتش زدند. نیروهای امنیتی عراق اقدام به شلیک کرده و دست‌کم ۱۰ نفر در درگیری بین نیروهای امنیتی و مردم معترض زخمی شدند. لازم است ذکر شود روز یکشنبه چندین موتورسوار ایهاب جواد الوزنی، از فعالان سرشناس مخالف دولت عراق، در شهر کربلا به ضرب گلوله ترور کرده و به قتل رساندند.

## حمله به کنسولگری جمهوری اسلامی در نجف
- روز چهارشنبه ۲۷ نوامبر ۲۰۱۹ معترضان عراقی در نجف به کنسولگری جمهوری اسلامی در این شهر حمله کرده و آنرا به آتش کشیدند. مأموران و کارکنان کنسولگری قبل از ورود معترضان به داخل از در پشت ساختمان فرار کرده بودند. نیروهای امنیتی و پلیس عراق سعی کردند با شلیک گلوله و گاز اشک‌آور مانع مردم معترض شوند که در این درگیری ۲ نفر از معترضان کشته و بیش از ۳۳ نفر زخمی شدند
- ۱۳آبان، هم برخی معترضان عراقی کوشیده‌بودند، کنسول‌گری ایران در کربلا را اشغال کنند که نتوانستند و سه‌نفرشان هم کشته‌شدند. معترضان عراقی به فساد و ناکارآمدی در دولت این کشور معترض بودند.[۹۹][۱۰۰]
- شب یکشنبه ۱ سپتامبر ۲۰۱۹ (۱۰ آذرماه) برای دومین بار طی هفته اخیر مردم معترض در نجف کنسولگری جمهوری اسلامی را به آتش کشیدند.[۱۰۱][۱۰۲]
- معترضان سه‌شنبه ۱۲ آذرماه برای سومین بار کنسولگری ایران در شهر نجف را به آتش کشیدند. ساختمان در زمان حمله خالی بوده و تلفات جانی نداشته است.[۱۰۳]

## برکناری فرماندهان نظامی
در ۲۸ نوامبر، ۲۹ معترض در ناصریه کشته‌شدند، معترضان روی یکی از پل‌های ناصریه بست نشسته بودند اما گویا نظامیان به روی ایشان گاز اشک‌آور و گلوله شلیک‌کرده‌اند. عادل‌عبدالمهدی، نخست‌وزیر، جمیل شِمری، از فرماندهان نظامی این شهر را برکنار کرد.
دادگاه عالی قضایی در استان ذی‌قار حکم بازداشت جمیل شمری را روز یکشنبه ۱ دسامبر به‌عنوان مسئول قتل تظاهرکنندگان معترض در شهر الناصریه صادر کرد.
دادگاه عالی قضایی در استان ذی‌قار حکم بازداشت جمیل شمری را روز یکشنبه ۱ دسامبر ۲۰۱۹ به‌عنوان مسئول قتل تظاهرکنندگان معترض در شهر الناصریه صادر کرد.

## اعتراض به دخالت‌های جمهوری اسلامی ایران
اعتراضات عراق در ابتدا علیه فساد، بیکاری و مسائل اقتصادی آغاز شد. معترضان نسبت به رژیم جمهوری اسلامی ایران، که با احزاب سیاسی مهم در عراق ارتباط نزدیکی دارد و چندین گروه شبه نظامی قدرتمند حمایت می‌کند، خشمگین هستند. معترضان عراقی همچنین می‌گویند جمهوری اسلامی سعی دارد مشابه تجربه تضعیف ارتش خود و تقویت سپاه پاسداران انقلاب اسلامی را در عراق با تضعیف ارتش رسمی آن کشور و تقویت حشدالشعبی، یا بسیج مردمی عراق، انجام دهد. بسیاری از معترضان شبه نظامیان موسوم به حشدالشعبی را، که در سال ۲۰۱۴ برای مبارزه با دولت اسلامی داعش تشکیل شد، به اقداماتی مانند حمله به معترضان بنا بر دستور رژیم جمهوری اسلامی، و همچنین به فعالیتهای درآمدزا و حفاظت از سیاستمداران فاسد و اقدامات خلاف بدون ترس از مجازات متهم می‌کنند. شبکه فاکس نیوز گزارش داده بود که فعالان عراقی می‌گویند ایران کاری کرده که در کشور خودشان با آنها مانند «بیگانگان» رفتار می‌شود.

## واکنش‌ها

### شخصیت‌های عراقی
- ۶ فوریه ۲۰۲۰ ایاد علاوی، رئیس ائتلاف الوطنیه عراق نوشت: «نامه‌هایی به آنتونیو گوترش، اتحادیه عرب، وزرای امور خارجه کشورهای عضو دائم شورای امنیت و سازمان همکاری اسلامی نوشتم و ضمن تبیین واقعیت آنچه که در عراق جریان دارد، بر لزوم بازخواست عاملین ریخته شدن خون معترضان بی‌گناه عراقی و تسلیم این افراد به دادگاه بین‌المللی کیفری تأکید کردم.»[۱۱۰]
- آیت‌الله سیستانی خشونت مرگباری که منجر به کشته شدن معترضین در تحصن‌های این هفته در نجف و شهرهای دیگر شد، محکوم کرد و گفت: «یک دولت جدید باید از اعتماد و حمایت مردم برخوردار باشد.» وی همچنین از نیروهای امنیتی خواست که از تظاهر کنندگان ضد دولتی در برابر هر گونه حمله دیگری حفاظت کنند.[۱۱۱][۱۱۲]
- ۶ فوریه ۲۰۲۰ نچیروان بارزانی، رئیس اقلیم کردستان، با انتشار بیانیه‌ای اعلام کرد: «تداوم اعمال خشونت علیه معترضین عراقی را محکوم می‌کنیم. اعتراض مسالمت‌آمیز در قانون اساسی به رسمیت شناخته شده و در مقابل کشتار و مرعوب کردن معترضین و اعمال خشونت علیه آنان، جنایتی عیان و نقض آزادی و حقوق اساسی شهروندان است».[۱۱۳]
- ۱۱ فوریه ۲۰۲۰ ایاد علاوی، رئیس ائتلاف الوطنیه عراق: «کسانیکه دست در اقدامات خشونت‌بار علیه تظاهرکنندگان دارند از چنگ عدالت نخواهند گریخت و فریادهای محکومیت دیگر در قبال سرکوب و خشونت در ناصریه و پیش از آن در میدانهای تظاهرات کافی نیست. کمیته‌ای از وکلا شروع به آماده کردن لیستهایی با اسامی کسانی نموده که در این جنایت‌ها شرکت داشته‌اند و قصد دارند اسناد فوق را به دادگاه جنایی بین‌المللی ارائه دهند.» [۷۴]
- ۱۷ فوریه ۲۰۲۰ ایاد علاوی، رئیس ائتلاف الوطنیه عراق با ارسال پیامی به تظاهر کنندگان عراقی، بر مقاومت و ایستادگی آنها، علی‌رغم سرکوب و خشونت به کار گرفته شده علیه آنها، درود فرستاد. او تأکید که حملات علیه آنها، به پافشاری و اصرار آنها با وجود ناتوانی حکومت از تأمین امنیت آنان، خواهد ا فزود. وی ادامه داد: «ادامه داشتن حملات علیه تظاهر کنندگان انقلابی به عزم و اراده و پافشاری شما خواهد افزود؛ استمرار تظاهرات شما، ماسکها را از چهره حکومت و سیستم‌های ناتوانش برخواهد داشت.»[۱۱۴]
- ۲۰ فوریه ۲۰۲۰ ائتلاف نیروهای عراقی به رهبری محمد الحلبوسی رئیس پارلمان عراق، پنج‌شنبه شب از سایر شرکای این ائتلاف خواهان، ارائه جانشینی برای تشکیل دولت به جای دولت، محمد توفیق علاوی نخست‌وزیر مکلف شد. محمد الحلبوسی اقدام به ترک عراق کرده و به عراق برنخواهد گشت مگر این که علاوی عوض شده باشد.[۱۱۵]

### بین‌المللی
پاپ فرانسیس سرکوب مردم معترض عراق را محکوم کرد و از کشته و زخمی و دستگیر شدن آنها ابراز نگرانی کرد.
نخست‌وزیر اسرائیل که برای دیدار با مایک پمپئو خود را به لیسبون رسانده بود اظهار داشت: «اولین موضوعی که قصد دارم در این دیدار به آن بپردازم ایران است، دومین موضوع هم ایران است و سومین موضوع هم‌ایران‌است.»
بنیامین نتانیاهو گفت، جمهوری اسلامی سعی دارد از داخل خود ایران، از عراق، از سوریه، از لبنان، و از غزه و یمن، علیه ما و منطقه بسترسازی کند، اما ما فعالانه در حال مقابله با آن هستیم.
پمپئو همچنین اعلام می‌کند: نحوه برقراری ثبات در خاورمیانه، جایی که اعتراضات در بغداد و بیروت علیه ایران در جریان است، و این که همه ما می‌دانیم در داخل ایران چه می‌گذرد، از محورهای اصلی مذاکرات پرزیدنت ترامپ در لندن بود.
در ۸ دسامبر سفرای فرانسه، بریتانیا و آلمان در بغداد در بیانیه مشترک کشتار تظاهرکنندگان از روز اول اکتبر تا به حال را محکوم کردند و به پاکسازی عناصر و گروه‌های وابسته به حشدالعشبی (مورد حمایت رژیم ایران) در محل تظاهرات و تجمع معترضان فراخواندند.
در ۲۷ ژانویه ۲۰۲۰ بیانیه مطبوعاتی سفارت‌های کانادا، کرواسی، جمهوری چک، فنلاند، فرانسه، آلمان، مجارستان، ایتالیا، هلند، نروژ، لهستان، رومانی، اسپانیا، سوئد، انگلستان و آمریکا در عراق سرکوب و استفاده بیش از حد از زور و سلاح‌های مرگبار علیه تظاهرات‌کنندگان غیرمسلح و صلح‌خواه را محکوم کردند.
۲۵ ژانویه ۲۰۲۰ نماینده ویژه دبیرکل سازمان ملل در عراق، جین هنیس پلاستچائر: «تظاهرکنندگان ضددولتی در عراق بایستی حفاظت شوند، محلهای تظاهرات آنها بایستی از خشونت نیروهای امنیتی در امان باشد.»
۶ فوریه ۲۰۲۰ مایک پومپئو، وزیر امور خارجه آمریکا خشونت علیه تظاهرکنندگان را محکوم کرد و در بیانیه‌ای گفت: «از اکتبر سال گذشته تظاهرات مسالمت آمیز برای اصلاحات در خیابان‌ها جریان داشته است. این تظاهرکنندگان طی این مدت با تهدیدها، خشونت وحشیانه و گلوله جنگی مورد حمله قرار گرفته‌اند. این قابل تصور نیست که عاملان چنین اقداماتی با مصونیت همچنان به کار خود ادامه دهند.» وی از دولت عراق خواست مهاجمان را به دست عدالت بسپارد.
روز دوشنبه ۱۷ فوریه ۲۰۲۰ جنین هنیس-پلاسخارت، نماینده ویژه دبیرکل سازمان ملل متحد در امور عراق، به‌کارگیری اسلحه شکاری ساچمه‌زنی علیه معترضان صلحجو در بغداد را محکوم کرد و گفت: «ادامه استفاده بیش از حد از زور با به‌کارگیری گروه‌های مسلح با وفاداری مبهم، مایه نگرانی امنیتی جدی است که باید به فوریت و با قاطعیت با آن برخورد شود. معترضان صلحجو باید همواره مورد حفاظت قرار گیرند.»

### استعفای عادل عبدالمهدی
وزارت خارجه ایالات متحده در نخستین واکنش به اعلام کناره‌گیری نخست‌وزیر عراق، از رهبران این کشور خواست به «گلایه‌های مشروع» معترضان، از جمله شکایت آنها از وجود فساد در کشور، رسیدگی کنند.
خبرگزاری فرانسه روز جمعه هشتم آذر ماه در گزارشی از قول یکی از سخنگویان وزارت خارجه آمریکا، که هویت او را مشخص نکرده است، نوشت: «ما در نگرانی‌های مشروع معترضان [عراقی] سهیم هستیم.»
وی در گفتگو با خبرنگاران گفت: «ایالات متحده همچنان از دولت عراق می‌خواهد اصلاحات درخواستی مردم، از جمله در مورد بی‌کاری، فساد، و اصلاح نظام انتخاباتی، را اعمال کنند.»
این اظهارات مقام وزارت خارجه آمریکا ساعاتی پس از آن بیان می‌شود که پس از هفته‌ها اعتراضات مردمی، عادل عبدالمهدی نخست‌وزیر عراق، اعلام کرد از مقام خود کنار می‌رود.

## کشته و زخمی
سی ان ان در گزارشی تعداد کشته‌ها را بالای ۳۰۰ و مجروحین را بالغ بر ۱۵۰۰۰ نفر گزارش کرد
در آمار جدید دویچه وله فارسی کشته‌ها را بالغ بر ۴۰۰ نفر گزارش کرد
کمیسیون حقوق بشر عراق اعلام کرد با گذشت سه ماه از اعتراضات مردم معترض عراق در بغداد و جنوب، دست‌کم ۴۹۰ کشته، ۲۲ هزار زخمی شده‌اند، در میان کشته‌شدگان ۳۳ نفر فعالان اعتراضات بودند که هدف مستقیم قرار گرفته و ترور شدند.
روز جمعه ۷ فوریه ۲۰۲۰ کمیسیون حقوق بشر عراق در آخرین گزارش خود اعلام کرد، ۵۴۳ نفر از ماه اکتبر در سراسر عراق شامل ۲۷۶ نفر در بغداد کشته شده‌اند. ۱۷ تن از نیروهای امنیتی در میان کشته‌شدگان در سراسر عراق دیده می‌شوند. بقیه تماماً از تظاهرات کنندگان می‌باشند که در میان آنها ۲۲ فعال تظاهرات ترور شده‌اند. طبق گزارش‌های پزشکی بیش از ۳۰ هزار مجروح و ۲۷۰۰ دستگیری که ۳۲۸ نفر هنوز در بازداشت هستند و ۷۲ عراقی نیز مفقود می‌باشند.